# Catasetum micranthum
Catasetum micranthum är en orkidéart som beskrevs av João Barbosa Rodrigues. Catasetum micranthum ingår i släktet Catasetum och familjen orkidéer. Inga underarter finns listade i Catalogue of Life.